# Anna Maria di Brunswick-Lüneburg

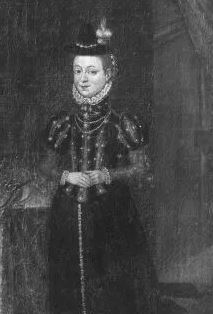
Anna Maria di Brunswick-Calenberg-Göttingen

Stemma di famiglia

Anna Maria di Brunswick-Calenberg-Göttingen (Hann. Münden, 23 aprile 1532 – Neuhausen, 20 marzo 1568) è stata duchessa di Brunswick-Lüneburg per nascita e duchessa di Prussia per matrimonio.

## Biografia
Era la figlia di Eric I, duca di Brunswick-Lüneburg e principe di Calenberg-Göttingen e di Elisabetta del Brandeburgo.
Nel 1550 Anna Maria venne data in sposa ad Alberto di Branbeburgo-Ansbach che, nel 1525, era stato primo duca di Prussia.
Alberto era al suo secondo matrimonio, ed aveva già dei figli dalla prima moglie, la defunta Dorotea di Danimarca. Sposandolo, Anna Maria divenne duchessa di Prussia.
Alberto morì di peste il 20 marzo 1568 nel castello di Tapiau. Anna Maria, contagiata dalla stessa malattia lo seguì nella tomba 16 ore più tardi.
Diede al marito due figli:
- Elisabetta (20 maggio 1551 - 19 febbraio 1596)
- Alberto Federico (Königsberg, 29 aprile 1553 - Fischhausen, 28 agosto 1618)

## Ascendenza
|                                                |                                              |                                               | Genitori                                         |  |  | Nonni |  |  | Bisnonni                                          |  |  | Trisnonni                                  |  |
|                                                |                                              |                                               |                                                  |  |  |       |  |  | Guglielmo III, principe di Brunswick-Wolfenbüttel |  |  | Enrico, principe di Brunswick-Wolfenbüttel |  |
|                                                |                                              |                                               |                                                  |  |  |       |  |  | Guglielmo III, principe di Brunswick-Wolfenbüttel |  |  | Enrico, principe di Brunswick-Wolfenbüttel |  |
|                                                |                                              | Sofia di Pomerania-Wolgast                    |                                                  |  |  |       |  |  | Guglielmo III, principe di Brunswick-Wolfenbüttel |  |  |                                            |  |
| Guglielmo IV, principe di Calenberg-Gottinga   |                                              |                                               |                                                  |  |  |       |  |  | Guglielmo III, principe di Brunswick-Wolfenbüttel |  |  |                                            |  |
|                                                |                                              | Cecilia di Brandeburgo                        | Federico I, principe elettore di Brandeburgo     |  |  |       |  |  |                                                   |  |  |                                            |  |
|                                                |                                              | Cecilia di Brandeburgo                        | Federico I, principe elettore di Brandeburgo     |  |  |       |  |  |                                                   |  |  |                                            |  |
|                                                |                                              | Cecilia di Brandeburgo                        | Elisabetta di Baviera-Landshut                   |  |  |       |  |  |                                                   |  |  |                                            |  |
| Eric I, principe di Brunswick-Calenberg        |                                              | Cecilia di Brandeburgo                        |                                                  |  |  |       |  |  |                                                   |  |  |                                            |  |
|                                                |                                              | Bodo VII, conte di Stolberg-Wernigerode       | Enrico, conte di Stolberg                        |  |  |       |  |  |                                                   |  |  |                                            |  |
|                                                |                                              | Bodo VII, conte di Stolberg-Wernigerode       | Enrico, conte di Stolberg                        |  |  |       |  |  |                                                   |  |  |                                            |  |
|                                                |                                              | Bodo VII, conte di Stolberg-Wernigerode       | Elisabetta di Mansfeld                           |  |  |       |  |  |                                                   |  |  |                                            |  |
| Elisabetta di Stolberg-Wernigerode             |                                              | Bodo VII, conte di Stolberg-Wernigerode       |                                                  |  |  |       |  |  |                                                   |  |  |                                            |  |
|                                                |                                              | Anna di Schwarzburg-Blankenburg               | Enrico XXIV, conte di Schwarzburg-Blankenburg    |  |  |       |  |  |                                                   |  |  |                                            |  |
|                                                |                                              | Anna di Schwarzburg-Blankenburg               | Enrico XXIV, conte di Schwarzburg-Blankenburg    |  |  |       |  |  |                                                   |  |  |                                            |  |
|                                                |                                              | Anna di Schwarzburg-Blankenburg               | Caterina di Brunswick-Giffhorn                   |  |  |       |  |  |                                                   |  |  |                                            |  |
| Anna Maria di Brunswick-Calenberg              |                                              | Anna di Schwarzburg-Blankenburg               |                                                  |  |  |       |  |  |                                                   |  |  |                                            |  |
|                                                | Giovanni I, principe elettore di Brandeburgo | Alberto III, principe elettore di Brandeburgo |                                                  |  |  |       |  |  |                                                   |  |  |                                            |  |
|                                                | Giovanni I, principe elettore di Brandeburgo | Alberto III, principe elettore di Brandeburgo |                                                  |  |  |       |  |  |                                                   |  |  |                                            |  |
|                                                | Giovanni I, principe elettore di Brandeburgo | Margherita di Baden                           |                                                  |  |  |       |  |  |                                                   |  |  |                                            |  |
| Gioacchino I, principe elettore di Brandeburgo | Giovanni I, principe elettore di Brandeburgo |                                               |                                                  |  |  |       |  |  |                                                   |  |  |                                            |  |
|                                                |                                              | Margherita di Sassonia                        | Guglielmo III di Sassonia, langravio di Turingia |  |  |       |  |  |                                                   |  |  |                                            |  |
|                                                |                                              | Margherita di Sassonia                        | Guglielmo III di Sassonia, langravio di Turingia |  |  |       |  |  |                                                   |  |  |                                            |  |
|                                                |                                              | Margherita di Sassonia                        | Anna d'Asburgo                                   |  |  |       |  |  |                                                   |  |  |                                            |  |
| Elisabetta di Brandeburgo                      |                                              | Margherita di Sassonia                        |                                                  |  |  |       |  |  |                                                   |  |  |                                            |  |
|                                                |                                              | Giovanni, re di Danimarca                     | Cristiano I, re di Danimarca                     |  |  |       |  |  |                                                   |  |  |                                            |  |
|                                                |                                              | Giovanni, re di Danimarca                     | Cristiano I, re di Danimarca                     |  |  |       |  |  |                                                   |  |  |                                            |  |
|                                                |                                              | Giovanni, re di Danimarca                     | Dorotea di Brandeburgo-Kulmbach                  |  |  |       |  |  |                                                   |  |  |                                            |  |
| Elisabetta di Danimarca                        |                                              | Giovanni, re di Danimarca                     |                                                  |  |  |       |  |  |                                                   |  |  |                                            |  |
|                                                |                                              | Cristina di Sassonia                          | Ernesto, principe elettore di Sassonia           |  |  |       |  |  |                                                   |  |  |                                            |  |
|                                                |                                              | Cristina di Sassonia                          | Ernesto, principe elettore di Sassonia           |  |  |       |  |  |                                                   |  |  |                                            |  |
|                                                |                                              | Cristina di Sassonia                          | Elisabetta di Baviera                            |  |  |       |  |  |                                                   |  |  |                                            |  |
|                                                |                                              | Cristina di Sassonia                          |                                                  |  |  |       |  |  |                                                   |  |  |                                            |  |